# Antônio de Categeró
Santo Antônio de Categeró (ou Antônio de Cartago, António de Noto), OFS, nasceu na cidade de Barca, Cirenaica, na África e, no início de sua vida religiosa, professava a fé em Maomé. 
Por ocasião de um aprisionamento que o fez homem escravizado, foi levado à Sicília, para trabalhar em galeras. Vendido como trabalhador escravo a João Landavula (camponês dos arredores de Noto), transformou-se em pastor. Detentor de alma sincera, grande retidão de caráter e agudeza de espírito, aproximou-se da fé em Cristo. Muito disciplinado, sabia controlar seu corpo a ponto de vencer as fraquezas. O que se pode perceber da descrição do caráter do bem-aventurado Santo Antônio de Categeró é que o seu ascetismo foi responsável pela superação das condições sociais adversas. Quando conquistou liberdade, dedicou-se totalmente ao trabalho em hospitais (cuidar dos doentes) e à vida religiosa (homem de orações) o que o levou a ingressar para a Ordem Terceira de São Francisco e, por fim, optou por uma vida contemplativa como grande eremita no deserto. Sua morte deu-se no dia 14 de março de 1549.
O estudo do padre italiano Salvatore Guastella sobre a vida do santo – Santo Antônio de Categeró: sinal profético do empenho pelos pobres - repisa as qualidades aqui expostas, além de traçar uma possível rota do estabelecimento da fé no bem-aventurado Santo no Novo Mundo e pontuar os principais locais de sua veneração no Brasil.